# Trà Đông
Trà Đông is een xã in het district Bắc Trà My, een van de districten in de Vietnamese provincie Quảng Nam.
De Tram stroomt door Trà Đông.